# ساری‌چام
ساری‌چام (به ترکی استانبولی: Sarıçam) یک شهرستان و منطقهٔ مسکونی در ترکیه است که در استان آدانا واقع شده‌است.